# Dorschkamp
De Dorschkamp is een landgoed in de Nederlandse gemeente Wageningen. Het heeft een oppervlakte van ongeveer 70 hectare en bestaat voornamelijk uit bos. Het ligt tussen Oranje Nassau’s Oord (ONO) en de Geertjesweg. Staatsbosbeheer is de eigenaar.
Huize De Dorschkamp aan de oostrand van de Wageningse Eng werd in 1906 samen met het boswachtershuis ontworpen door architect Albert Kool uit Ede voor C.F.Pabst. Een deel van de familie Pabst sprak van de Dorstkamp of Dorkamp, omdat al het water wegzakte in de zandige bodem. Een meer optimistisch deel van de familie gebruikte de naam Dorschkamp, naar het dorsen van graan. Op topografische kaarten is een huis te zien niet ver van de Geertjesweg. Vanaf 1914 is meer uitgebreide bebouwing aanwezig meer naar het zuiden, hoger tegen de berg. In 1915 ontwierp Hendrik Copijn de tuin bij het huis, in 1925 bracht Leonard Springer wijzigingen aan.
De villa werd in de oorlog zwaar beschadigd. Na de oorlog huisvestte het landgoed de Stichting Bosbouwproefstation TNO. Dit instituut en zijn opvolgers (o.a. IBN-DLO) hebben de naam De Dorschkamp wereldberoemd gemaakt. Tussen 1966 en 1968 werd nieuwbouw gepleegd waarbij de villa werd gesloopt. Net buiten de huidige terreingrens bleef enkel het indrukwekkende koetshuis bewaard. Het bosbouwproefstation is opgegaan in Alterra. Daarna is een periode is Danone Research de gebruiker van de instituutsgebouwen geweest. 
Op het terrein is in 1974 een ziekenhuis/verpleeghuis (Pieter Pauw en Pauwenhof) gebouwd. Deze is in 2019 gesloopt.
Nu (2025) zijn de resterende gebouwen sinds 2016 in gebruik als opvang (procesopvanglocatie) voor asielzoekers. Hiervoor zijn ook tijdelijke gebouwen bijgeplaatst. Hiernaast is er nu een Ecodorp.
Op dit terrein is woningbouw gepland.
De laatste particuliere eigenaren van het landgoed waren de erven E. Pabst-Brink. Vervolgens maakte De Dorschkamp deel uit van de Boswachterij Oostereng van Staatsbosbeheer, hoewel het eigendom wel bij de familie bleef. Veel bosvakken zijn nog herkenbaar als verwilderde proefvelden. Een van die bosvakken is het Mierenbosch langs de Geertjesweg. Hier stond een kantinegebouwtje. Van 2001 tot 2006 is het Mierenbosch gekraakt geweest. De krakers bouwden er onder andere een strobalenhuis. Uiteindelijk moesten de krakers wijken voor de ontwikkeling van de ecologische hoofdstructuur.

## Afbeeldingen

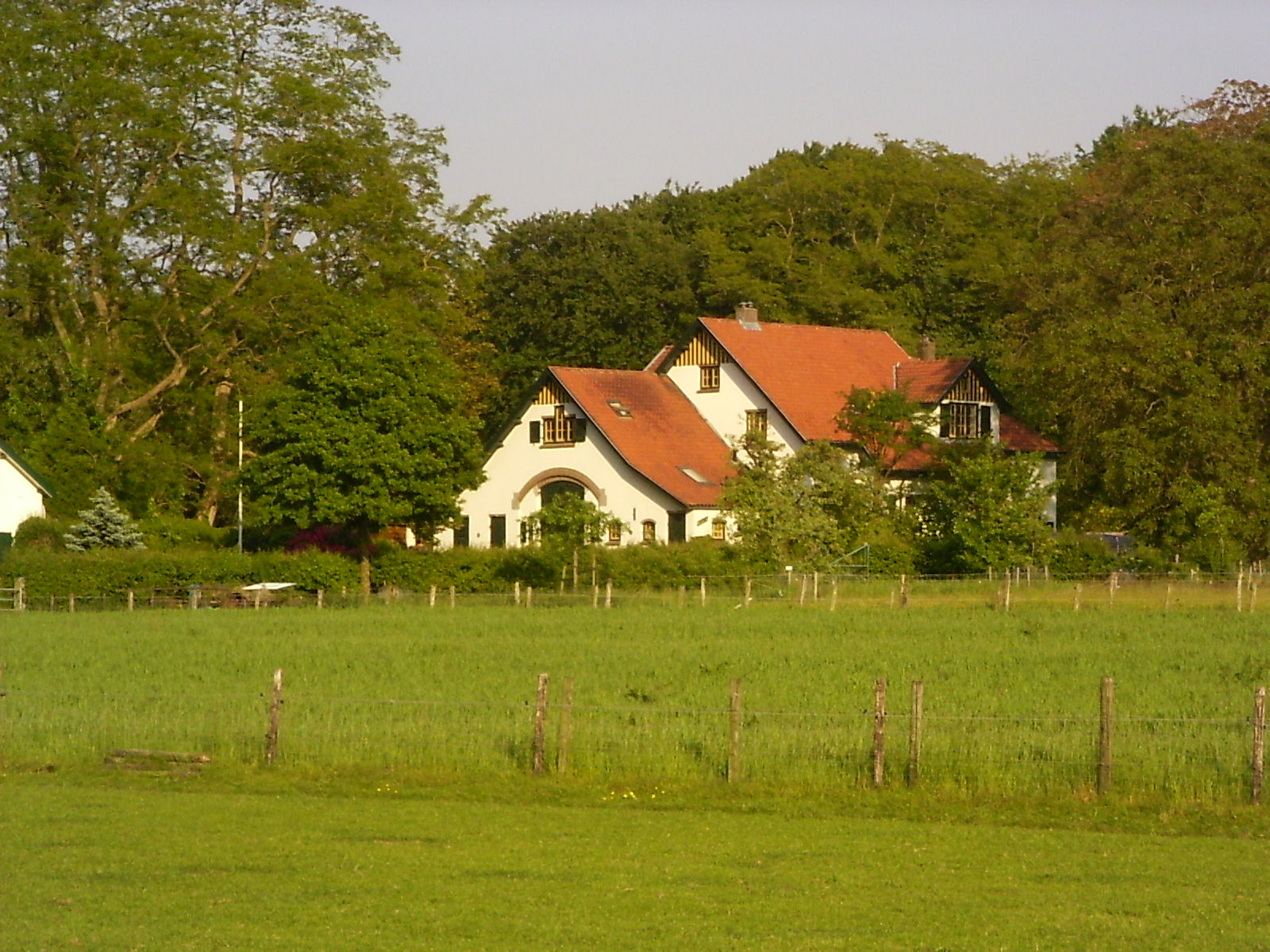
Koetshuis De Dorschkamp
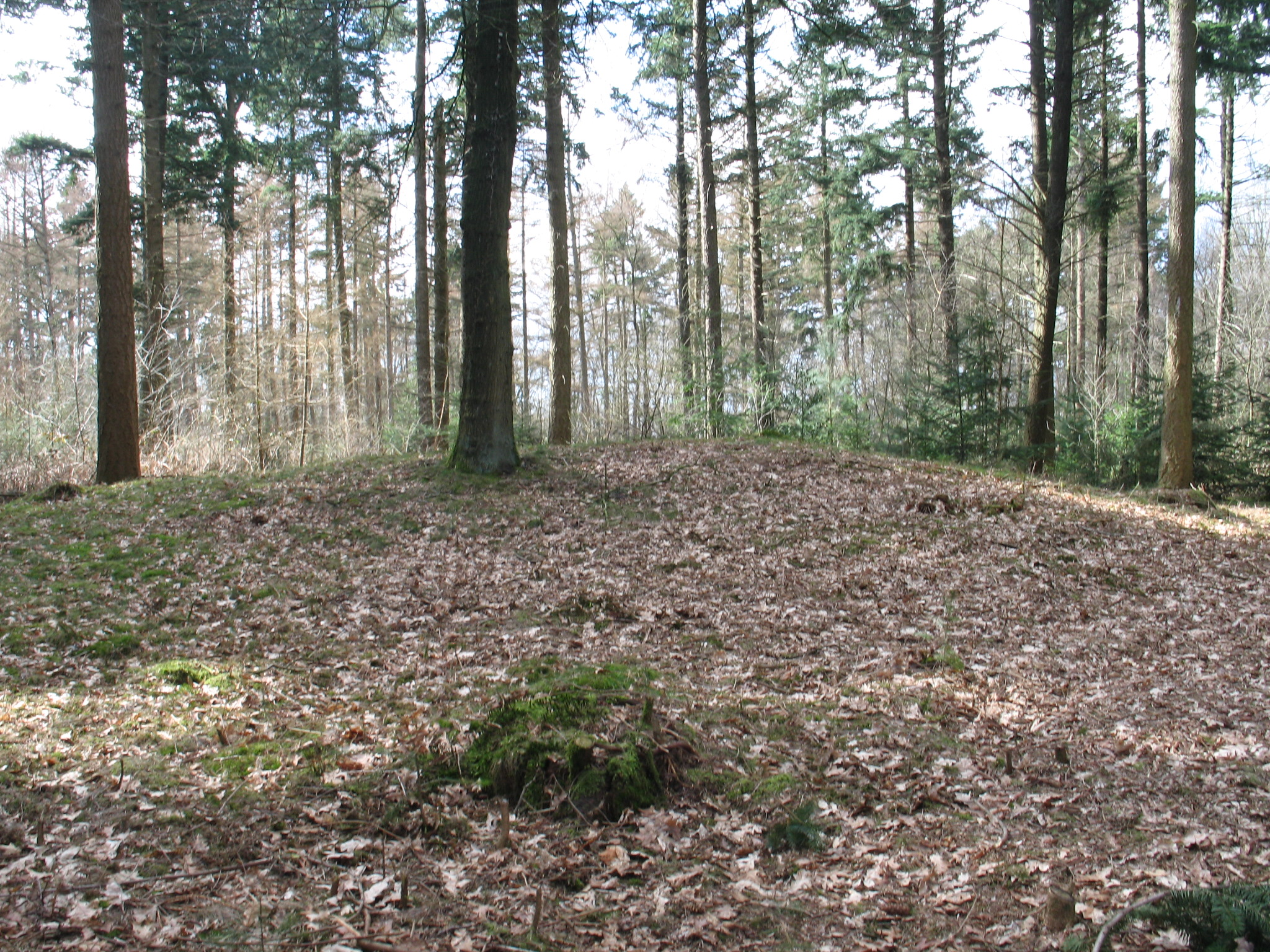
Grafheuvel op terrein Dorskamp, de noordelijke heuvel Rijksmonumentnummer 46180
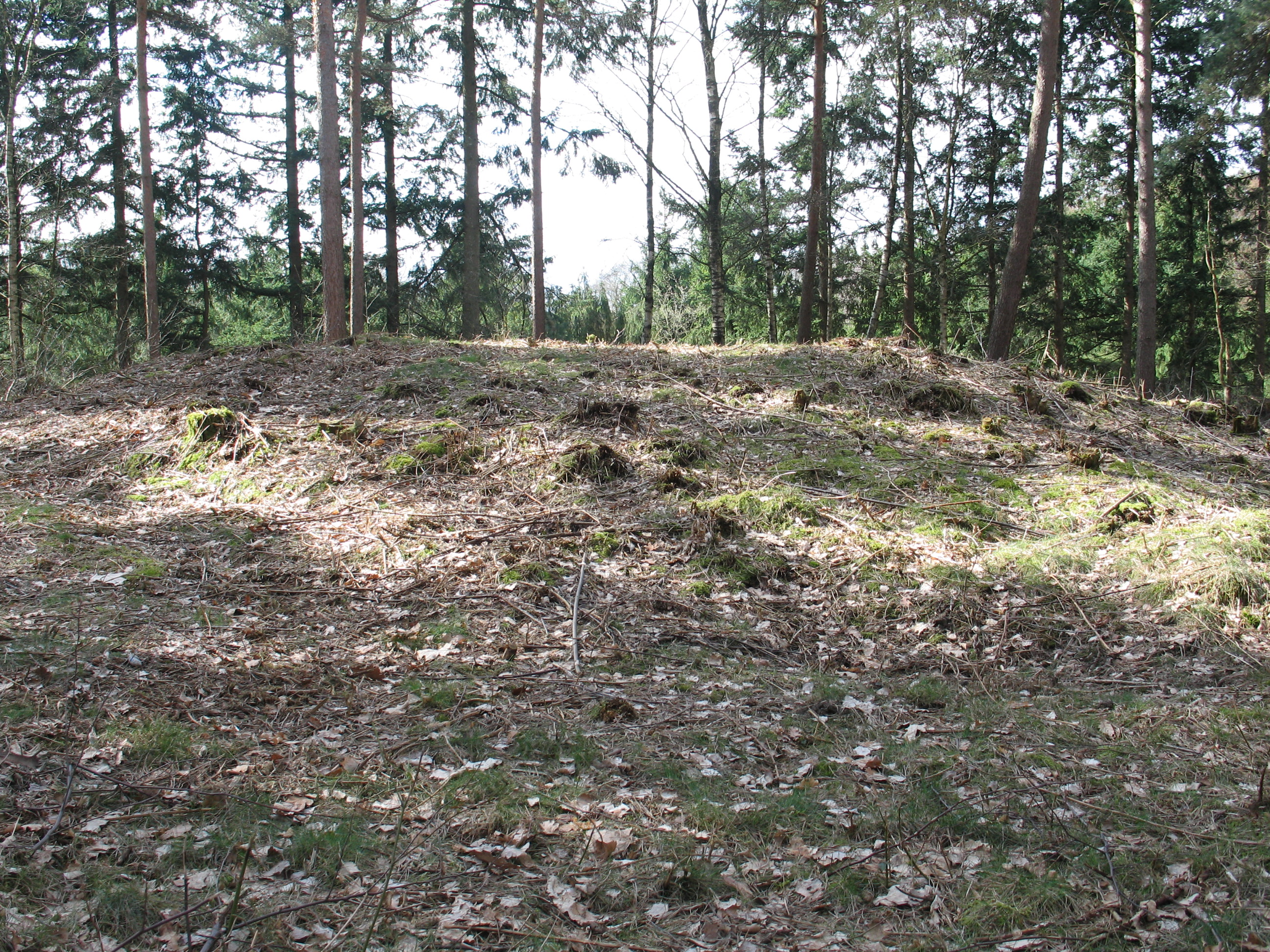
Grafheuvel op terrein Dorskamp, de zuidelijke heuvel Rijksmonumentennummer 46180
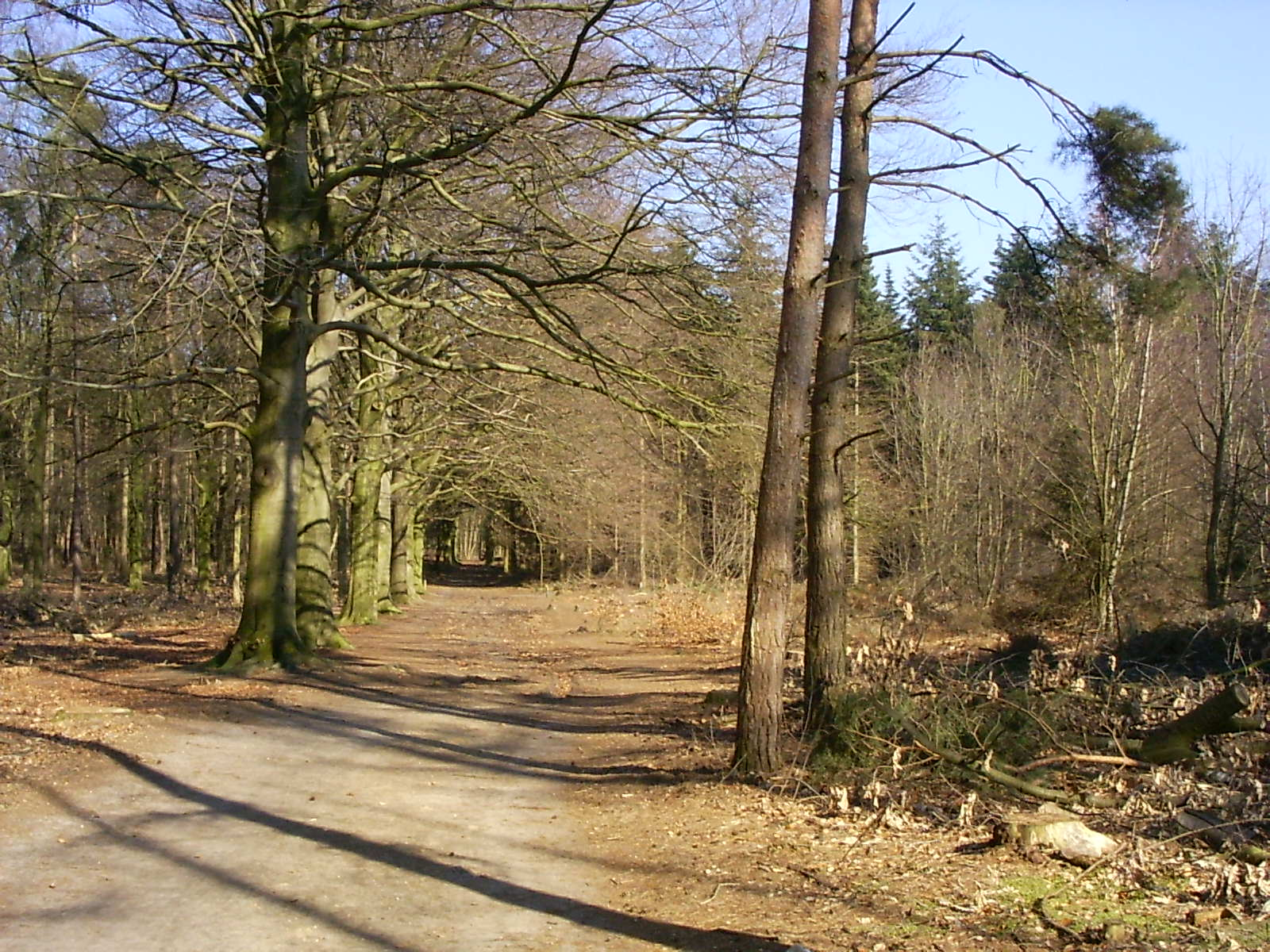
Eerste Dorschkampweg